# Condrodita
La condrodita, també anomenada brocchita o prolectita, és un mineral de la classe dels nesosilicats, del "grup de l'humita". Descoberta l'any 1817, va ser nomenada així del grec condros ("grans"), en al·lusió al seu hàbit d'aparèixer en grans aïllats.

## Característiques químiques
És un nesosilicat de magnesi amb fluor, que tradicionalment apareix en les guies també amb ferro en la seva fórmula però que l'Associació Mineralògica Internacional considera que és una impuresa que té amb certa freqüència. Altres impureses no tan freqüents però que també pot presentar donant-li diferents tonalitat de color són: titani, alumini i manganès.

## Formació i jaciments
És relativament freqüent trobar-ho en les roques metamòrfiques de contacte, formades a partir de roques carbonats en les quals el fluor ha estat introduït per metasomatisme. Pot formar-se per una hidratació de l'olivina. Als territoris de parla catalana ha estat descrita a les pedreres de Gualba (Vallès Oriental), a les mines de Costabona (Prats de Molló i la Presta, Vallespir) i a Toès i Entrevalls (Conflent).